# Saroleastraat
De Saroleastraat is een straat in het centrum van de Nederlandse stad Heerlen en de belangrijkste winkelstraat in dit gebied. Zij loopt in noord-zuidrichting van de Stationstraat (bij het Royal Theater) via het plein de Bongerd naar de Geleenstraat. Vanaf die laatste straat loopt de Saroleastraat door als Doctor Poelsstraat. De straat werd aangelegd in 1906 en loopt parallel aan de Oranje Nassaustraat, de winkelstraat die drie jaar eerder werd aangelegd.
De eerste woon- en winkelpanden kwamen in 1910 en de direct daaropvolgende jaren gereed. De weg werd echter pas in 1925 geasfalteerd. Tot en met 1952 reden er tevens trams door het centrum van Heerlen, maar sindsdien is het hele spoor opgebroken.
Aan de Saroleastraat ligt onder andere een van de ingangen van het Corio Center, een winkelcentrum dat werd gebouwd op de plaats van het voormalige hoofdkantoor van de Nederlandse Staatsmijnen (later DSM), hoewel het hoofdkantoor officieel was gelegen aan de Van der Maessenstraat, een van de zijstraten van de Saroleastraat. Slechts één winkel van het Corio Center heeft de Saroleastraat als adres.
De Saroleastraat werd vernoemd naar Henri Sarolea, de initiatiefnemer van de spoorlijn tussen Sittard en Herzogenrath.